# Рождество Богородично (Дренок)
„Рождество на Пресвета Богородица“ или „Света Богородица“ (на македонска литературна норма: „Рождество на Пресвета Богородица“) е възрожденска църква в стружкото село Дренок, Северна Македония. Църквата е част от Стружкото архиерейско наместничество на Дебърско-Кичевската епархия на Македонската православна църква – Охридска архиепископия.
Бератът за строеж на църквата е издаден в 1886 година и храмът е изграден в 1889 година на 100 метра над старата църква, заради ерозията. Край църквата има гробище.
Иконата „Рождество Богородично“ е дело на видния дебърски майстор Дичо Зограф и е от 1850 година.
Църквата пострадва от масовите грабежи на икони от църкви в Западна Македония в началото на XXI век. През 2013 година от храма са откраднати пари и позлатен кръст.